# Carlos Arturo Izquierdo Méndez
Carlos Arturo Izquierdo Méndez (2 de octubre de 1997), es un luchador colombiano de lucha libre. Obtuvo una medalla de plata en el Campeonato Panamericano de 2016. Logró la 4.ª posición en los Juegos olímpicos de la juventud de Nankín 2014.